# Житомирсько-Бердичівська наступальна операція (1943—1944)
Жито́мирсько-Берди́чівська наступальна опера́ція (24 грудня 1943 — 14 січня 1944) — наступальна операція Червоної армії в правобережній Українській РСР, частина Дніпровсько-Карпатської операції. Успішна наступальна операція була проведена військами 1-го Українського фронту під командуванням генерала армії Миколи Ватутіна під час Другої світової війни з 24 грудня по 14 січня 1944 року.
Завдання полягало в розгромі німецької 4-ї танкової армії групи армій «Південь» і просування до річки Південний Буг, запобігши при цьому новим спробам противника повернути Київ. Після початкового наступу на 300-кілометровому фронті радянські війська просунулися на відстань від 80 до 200 км і практично звільнили всі райони Київської і Житомирської областей, а також деякі райони Вінницької та Рівненської областей. 1-й Український фронт зайняв позицію північніше основних німецьких сил групи армій «Південь». Німецькі війська утримували західний берег Дніпра в районі Канева.

## Передумови
В результаті Київської стратегічної наступальної операції в кінці 1943 року війська 1-го Українського фронту під командуванням Ватутіна захопили великий плацдарм на правому березі Дніпра]] в районі Києва, який «нависав» над угрупованням військ противника на південному заході України. Намагаючись скоротити плацдарм і відбити Київ, німецькі війська завдали контрудару в районі на південь від Житомира.
Манштейн ввів до бою 1-шу танкову армію, щоб разом із 4-ю танковою армією розпочати серію контратак проти флангів радянських військ, що розтягнулися. Ці контратаки, що тривали протягом наступних трьох тижнів, призвели до створення ряду слабо утримуваних котлів, і німці почали стабілізувати свій фронт. Німецькі контратаки завдали Червоній Армії значних людських та матеріальних втрат і в кінцевому підсумку оборонні позиції були відновлені. Однак радянські війська тримали в резерві велику кількість сил, і успіх, досягнутий фон Манштейном, не міг тривати довго. Спроба повернути Київ в ході так званої Київської стратегічної оборонної операції провалилася.

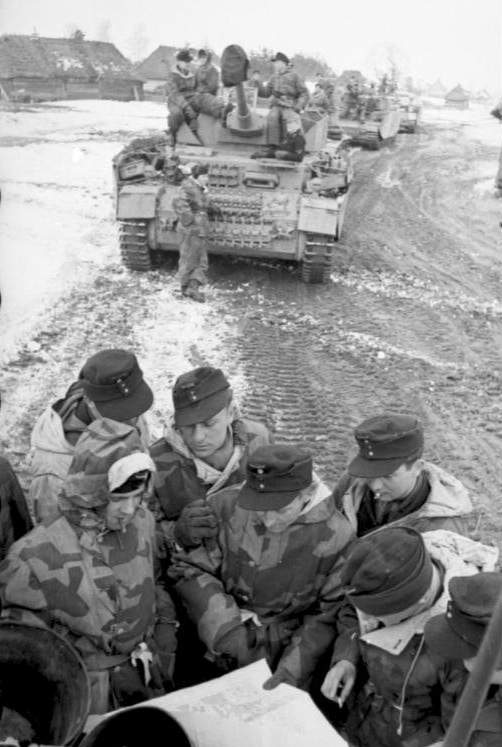
Німецька танкова група перевіряє свої позиції

## 24 грудня 1943р., 916-й день війни
Почалася Житомирсько-Бердичівська наступальна операція військ 1-го Українського фронту (1-ша гвардійська, 13, 18, 27, 38, 40 і 60-та армії, 3-тя гвардійська і 1-ша танкові армії, а також 2-га повітряна армія С. А. Красовського), яка тривала до 14 січня 1944 року.
Артилерійська підготовка була почата на 15 хвилин раніше призначеного часу внаслідок випадкового залпу однієї реактивної установки, підтримки іншими машинами та вогню артилерії на всій смузі наступу 1-го Українського фронту. Розслідування того, що сталося начальником контррозвідки і прокурором фронту, що почалося в той же ранок за наказом Г. К. Жукова, показало, що артилерійська підготовка не була зірвана. Вона тільки почалася раніше встановленого терміну, але проводилася згідно з запланованим графіком. Так як піхота і танки були готові до переходу в наступ і перебували на вихідних позиціях, то їм була дана команда перейти в атаку на 15 хвилин раніше запланованого терміну на 51 хвилині артилерійської підготовки.
У результаті артилерійської і авіаційної підготовки вогнева система противника на передньому краї і в найближчій глибині було придушено, а основна маса вогневих засобів знищена. Атакуючі частини рухалися вперед, не зустрічаючи серйозного опору, з темпом 2—3 км на годину. Тільки в другій половині дня на рубежі Брусилів, Солов'ївка, Турбовка противник спробував організувати оборону. Створивши там окремі осередки опору, він робив контратаки силами батальйону піхоти з 8—10 танками. Лише в районі Солов'ївки в контратаці ворога брало участь до 30 танків.
Тактична зона оборони ворога в смузі 38-ї армії була прорвана на 20 км фронту і до 12 км у глибину. Таких самих успіхів досягли 1-ша гвардійська армія А. А. Гречко та 18-та армії К. Н. Леселідзе. О 14:00 в прорив були введені 3-тя гвардійська танкова армія П. С. Рибалка і 1-ша танкова армія М. Е. Катукова. Через короткого грудневого дня частина завдань не вдалося виконати до кінця. Атакуючі сили тільки встигли підійти до наміченого рубежу. Брусилів і ліс на південь від не були очищені від ворога. Солов'ївка була зайнята тільки частково. З настанням темряви війська закріпилися на досягнутих рубежах, а частиною сил продовжували виконання завдання дня. О 1 годині 30 хвилин був звільнений від противника Брусилів, а слідом за ним і інша частина населеного пункту Солов'ївка.

## 25 грудня 1943 року, 917-й день війни
О 9 годині 20 хвилин, після 30-хвилинної артпідготовки, радянські війська відновили наступ. Противник безладно продовжував відходити в південно-західному напрямку. Тільки на окремих ділянках він вів артилерійський вогонь з глибини і робив безуспішні контратаки невеликими групами танків і піхоти.
Цього дня перейшло в наступ і ударне угрупування 40-ї армії у складі трьох стрілецьких дивізій. Вони прорвали оборону супротивника в південно-західному напрямку на ділянці Мохначка, Волиця і, виконавши поставлене завдання, сприяла частинам 38-ї і 1-ї танкової армій в оволодінні м. Корнин.
1-ша танкова армія до кінця дня змогла відірватися від піхоти і вийти на оперативний простір. Вона обігнала війська 38-ї армії на 12—15 км, а їх передові загони на 25—30 км. Залізниця Житомир—Фастів була подолана на всьому її протязі в смузі 38-ї армії.
Найближче завдання ударного угруповання фронту було виконано: війська протягом двох діб прорвали ворожу оборону на 80 км фронту і на 40 км у глибину. Великі втрати були нанесені танковим дивізіям супротивника — 8-й, 19-й, 23-й, 2-й СС «Райх», а також 68-й піхотної і 213-й охоронній дивізіям.
Німецьке командування поспішно приступило до перекидання 48-го танкового корпусу, у складі трьох танкових дивізій — 1-й, 7-й і 1-й СС «Адольф Гітлер», з району Коростеня на південь, готуючись перекрити радянським військам шлях на Житомир.
Інформбюро
«Південно-західніше від Житомира наші війська відбили всі атаки піхоти і танків противника і завдали йому великих втрат у живій силі і техніці.»

## 26 грудня 1943 року, 918-й день війни
Перейшли в наступ 15-й стрілецький корпус 60-ї армії і правофланговий 11-й стрілецький корпус 1-ї гвардійської армії 1-го Українського фронту. Їх завдання полягало в розгромі ворожих військ в районі м. Радомишль з метою забезпечення правого флангу головного ударного угруповання фронту. 40-ва армія на її лівому фланзі, після завершеного напередодні успішного обходу вузла опору супротивника в Корнині, розгорнула свою ударну групу в південно-східному напрямку і просувалася на м. Білу Церкву.
На той час війська 38-ї армії, зустрічаючи слабкий опір, просунулися більш ніж на 20 км, звільнили станцію Попільня і перерізали залізницю, що сполучає Фастів і Козятин.
Інформбюро
«Днями війська 1-го Українського фронту під командуванням генерала армії Ватутіна перейшли в наступ проти німецько-фашистських військ, розташованих на південь від Радомишль, і прорвали фронт противника протяжністю близько 80 кілометрів і в глибину до 40 кілометрів … За три дні наступу нашими військами звільнено понад 150 населених пунктів і серед них місто Радомишль і три районні центру Житомирської області Брусилів, Корнин, Попельня, а також великі населені пункти РУДНЯ, ГУТА ЗАБЕЛОЦКА, РАКОВИЧІ, СТАВИЩЕ, ЗАБЕЛОЧЬЕ, КОЧЕРОВО, ВИСОКЕ, МІСТЕЧКО, ВОЙТАШІВКА, ПРИВОРОТ, ОЗЕРЯНИ, ОСІВЦІ, ЛАЗАРІВКА, ЮЗІФОВКА, ВІЛЬНЯ, КАРАБАЧИН, ДУБРОВЦІ, ЯСТРЕБЕНЬКА, ВОДОТИЙ, МОРОЗІВКА, ХОМУТЕЦЬ, ВІЛЬШКА, ЗДВИЖКА, БОЛЯЧІВ, ЗАХІДНА, СОЛОВЇВКА, ДИВИН, ГНИЛЕЦЬ, ЛІСОВКА, ТУРБОВКА, ОЗЕРА, ХОДОРКІВ, СОБОЛІВКА, КОРОЛІВКА, ЛИПКИ, ВЕРБОВ, КОТЛЯРКА, КОЙЛОВКА, МОХНАЧКА і залізничні станції ВОЛИЦЯ, КРИВЕ, СКОЧІЩЕ, ПОПЕЛЬНЯ.
У боях розгромлені чотири танкових дивізії німців, у тому числі танкова дивізія СС „Райх“ і шість піхотних дивізій…»

## 27 грудня 1943 року, 919-й день війни
Ударне угрупування фронту, в складі 1-ї гвардійської, 18-й, 38-й, 1-ї танкової і 3-ї гвардійської танкової армій, продовжувало наступ. Противник на Житомирському напрямку ввів у бій 48-й танковий корпус, у складі трьох танкових дивізій — 1-ї, 7-ї і 1-ї СС «Адольф Гітлер», які були перекинуті з району Малина, і 18-ту артилерійську дивізію, що прибула з-під Білої Церкви. Німці різко посилили опір і зробили численні контратаки в районі Коростишева. Всі атаки були відбиті, і радянські війська протягом дня знову просунулися до 25 км. Головні сили 38-ї армії оволоділи населеними пунктами Гардишівка, Андрушівка, Павелки, Вчорайше, Бистріївка, Паволоч, а її передові загони, вирвавшись уперед, були вже в 40—45 км від важливого вузла шосейних доріг і залізниць Козятина. Дещо повільніше наступала 18-та армія, яка подолала лісовий масив на схід від Житомира.
Інформбюро
«Війська 1-го Українського фронту продовжували успішно розвивати наступ і оволоділи районними центрами Житомирської області Андрушівка, Вчорайше, а також зайняли понад 100 інших населених пунктів, серед яких великі населені пункти БОРЩІВ, ВЕРЛООК, КІЧКІРИ, ГЛИНИЦЯ, ЮРІВКА, ІВАНІВКА, ЛЕНІНА, МІНІН, ГОРОДСЬК, РАДІВКА, ШАХВОРОСТІВКА, ІВНИЦЯ, СТЕПОК, ЯРОПОВИЧІ, ВОЛИЦЯ, ЗАРУБИНЦІ, ЗАБАРА, МІНЬКОВЦІ, ЛЕБЕДИНЦІ, БРОКВИ, ХОРЛЕЇВКА, МАКАРІВКА, АНДРУШКИ, ПАРИПСИ, САВЕРЦІ, ПОЧУЙКИ, КОЖАНКА, ТРИЛЕСИ, НОВОСЕЛИЦЯ, ЯХНИ і залізничні станції ЯРОПОВИЧІ, СТЕПОК, ТРИЛІСИ, КОЖАНКА, ПАРІПСИ, БРОВКИ, АНДРУШІВКА.»

## 28 грудня 1943 року, 920-й день війни
Перейшли в наступ 13-та і 60-та армії. 13-та армія, обходячи Коростень з півночі і півдня, звільнила близько 150 населених пунктів. 60-та армія, посилена двома танковими корпусами, просунулася більш ніж на 40 км у напрямку м. Черняхів. Успішно просувалися вперед на Житомир 1-ша гвардійська, 18-та та 3-тя гвардійська танкова армії. Напружені бої з танками і піхотою противника зав'язалися на флангах 38-ї армії. 1-ша танкова армія, завдавши поразки частинам 20-ї панцергренадерської дивізії, звільнила Козятин.
Інформбюро
«Війська 1-го Українського фронту продовжували наступ і оволоділи містом Коростишів, районним центром Житомирської області Потіївка, а також зайняли понад 60 інших населених пунктів, серед яких великі населені пункти БЕХИ, КОЗИНІВКА, ЗЛОБИЧІ, СТАРИКИ, ДОБРИНЬ, БУДИЛІВКА, ВІХЛЯ, СТАРА БУДА, ОБЛІТКИ, ЗАНЬКИ, ЛЯХОВА, ЧАЙКІВКА, ПИЛИПОВИЧІ, КАЙТАНІВКА, БЕРЕЗІВКА, МІНЕЙКИ, ТЕСНОВКА, СМОЛОВКА, НЕХВОРОЩ, МОЙСЕЇВНА, ПАВОЛОЧ.»

## 29 грудня 1943 року, 921-й день війни
13-та і 60-та армії оволоділи містами Коростень та Черняхів, а додані їм танкові корпуси, відірвавшись від стрілецьких дивізій, пройшли на 15-30 км більше. Сили 4-го гвардійського танкового корпусу П. П. Полубоярова рушили з міста Червоноармійськ і перейшли залізницю і шосе, що йдуть від Житомира на Новоград-Волинський. 18-та армія форсувала р. Гуйва і обійшла м. Житомир з півдня.
Найзапекліші бої відбувалися на правому фланзі 38-ї армії. Тут на вузькій ділянці фронту противник почав контратаку силами до 110 танків і потіснив радянські правофлангові частини, захопив три населених пункти. 27-ма армія після дводенних боїв також просунулася вперед.
Інформбюро
"Війська 1-го Українського фронту, долаючи опір ворога, продовжували успішно розвивати наступ і оволоділи містом і залізничним вузлом Коростень, містом і великою залізничною станцією Черняхів, містом і залізничною станцією Сквира, а також зайняли більше 250 населених пунктів, серед яких великі населені пункти ЧИГИРІ, КУПИЩЕ, БЕЛОШИЦІ, КОВАЛІ, КРОПИВНА, НЕБІЖ, САЛИ. СЕЛЕЦЬ, ЖАДЬКИ, БРАЖЕНКА, ВИДИБІР, ГОРБУЛІВ, АНДРІЇВ, БЕЖЕВ, СЛІПЧИЦІ, ТОРЧИН, КАМ"ЯНИЙ БРІД, СТАРОСІЛЬЦІ, ГУМЕННИКИ, СТУДЕНИЦЯ, СТРИЖІВКА, ЛЕВКО, ВОЛОС, СТАРА і НОВА КОТЕЛЬНЯ, КРАСІВКА, БІЛОПІЛЛЯ, РАДЗІВИЛІВКА, ВЕРНИ-ГОРОДОК, МАЛА ЧЕРНЯВКА, МАЛІ НІЖГУРЦІ, КАРАБЧЕЄВ, ВЕРХОВНА, КРИВОШИЙЦІ, КРИЛІВКА, СЕЛЕЗЕНІВКА, КРАСНОЛІСИ, ВИННИЦЬКІ СТАВИ й залізничні станції КЛОЧКО, УШОМИР, ВТГІВ, ТУРЧИНКА, ФАСТОВО, ГРАДА, КОРЧМА, ПАЛЕНІЧЕНЦІ."

## 30 грудня 1943 року, 922-й день війни
Війська 1-го Українського фронту прорвали оборону противника на 300 км фронту і більш ніж на 100 км у глибину. Втрати понесли вісім танкових, одна моторизована, чотирнадцять піхотних і дві охоронні дивізії супротивника.
Інформбюро
«Війська 1-го Українського фронту, продовжуючи розвивати успішний наступ, оволоділи містом і найважливішим залізничним вузлом Козятин, містом Володарськ-Волинський, містом Червоноармійськ, районними центрами. Житомирській області Лугин, Ружин, а також зайняли понад 300 інших населених пунктів, серед яких великі населені пункти БОЛСУНИ, ДАВИДКИ, УШОМИР, ГУТА, МОШКОВКА, КРАЇВЩІНА, СУХОВОЛЯ, ЗУБРИНКА, ДАВИДІВКА, ГРУШКИ, НОВОПІЛЬ, КЛІТИЩЕ, ІВАНЬКІВ, ВІЛЬСЬК, ЗОРОКОВ, ВИСОКОУКРАЇНСЬКЕ, ТРОКОВИЧІ, ГОРОДИЩЕ, ЛЕЩИН, ВЕЛИКІ МОШКІВЦІ, ЧЕРВОНЕ, ЧЕХИ, СІНГАЇВКА, ГЛУХОВИЦІ. ПЛЯХОВА, БІЛИЛІВКА, БАЛАМУТІВКА, МОВЧАНІВКА, БЕРЕЗЯНКА, САМГОРОДОК, РУДА, ДРОЗДИ, СИДОРИ, УСТИНІВКА.»

## 31 грудня 1943 року, 923-й день війни
На північ від Житомира продовжували наступ 13-та і 60-та армії, рухомі частини яких блокували Новоград-Волинський та відрізали шляхи відходу з Житомира на захід. Противник змушений був відводити свої війська на південний захід. 31 грудня м. Житомир було вдруге і остаточно звільнено військами 1-ї гвардійської та 18-ї армій.
На всьому фронті 38-ї армії противник вів стримуючі оборонні бої. Сильний опір ворог чинив на правому фланзі армії, на рубежі Комсомольське, Турбів, де дивізії 74-го стрілецького корпусу Ф. Е. Шевердіна продовжували повільно просуватися вперед. У центрі, й особливо на лівому фланзі, ворог чинив слабкий опір і відходив в бік м. Вінниці і на південь.
Успішно просувався на південь також правий фланг 40-ї армії, що наступав на уманському напрямку. Бої йшли за 50 км на південь від Білої Церкви в районі населених пунктів Черепин, Стрижівка. Лівофлангові частини 40-ї армії билися за Білу Церкву. Вони охопили місто з трьох сторін, вільними залишалися тільки дороги на схід.
Інформбюро
«Війська 1-го Українського фронту, в результаті сміливого маневру і рішучого штурму, оволоділи обласним центром України містом і залізничним вузлом Житомир, а також з боями зайняли понад 150 населених пунктів, в тому числі районний центр Вінницької області місто Погребище, великі населені пункти ЛУГИНКИ, КРАСНОСТАВИ, КОЛЦКІ, ОСТАП, РАДГОЩА, БОНДАРІВКА, УЩИЦЯ, СУШКИ, СТАРА БУДА, ВАЦЛАВПОЛЬ, КОЛОДІЇВКА, ВИШПОЛЬ, ВЕРЕСИ, ПІСКИ, ВЕРТОКИЇВАКА, КОДНЯ, СКАКОВКА, ВЕЛИКІ НІЗГУРЦІ, ЖУРБИНЦІ, НЕМТРИНЦІ, СТАРОСТИНЦІ, НОВОФАСТІВ, ШАЛІЇВКА, ШАМРАЇВКА, ПОЛОГИ, ТРОСТЯНСЬКА НОВОСЕЛИЦЯ, СТЕПАНІВНА і залізничні станції ЛУГИНИ, ЄМЕЛЬЯНІВКА, ПРЯЖЕВО, КОДНЯ, МАХАРИНЦІ, РАСТОВИЦЯ, ЗАРУДИНЦІ, РЖЕВУСЬКА».

## 1 січня 1944 року, 924-й день війни
Інформбюро
 «Війська 1-го Українського фронту, продовжуючи розвивати наступ, з боями оволоділи районним центром Житомирської області Бараші, районним центром Вінницької області Самгородок, районними центрами Київської області Володарка, Гребінки, вузловими залізничними станціями Білокоровичі, Погребище, а також зайняли понад 300 інших населених пунктів, серед яких великі населені пункти БІЛОКОРОВИЧІ, МЯКОЛОВИЧІ, ОСІВКА, ГОРБОВЕ, АПОЛОНІВКА, БОБРИЦЯ, КИЯНКА, ЯНУШІВКА, СОКОЛОВ, КУРНЕ, СТАРИЙ МАЙДАН, СТРИБІЖ, НОВИЙ ЗАВОД, ПЕРЛІВКА, ВЕЛИКИЙ ШУМСЬК, ВЕЛИКА ТАТА, СТАРИЙ СОЛОТВИН, ГАЛЬЧИНЕЦЬ, ІВАНКІВЦІ, ГЛУХІВЦІ, КУМАНІВКА, КОРДИШІВКА, ЮЗИФІВКА, ШИРМОВКА, СТАНИЛІВКА, БЕЛАШКО, ПАВЛІВКА, ДЗЮНЬКІВ, КАПУСТИНЦІ, ВОРОБЇВКА, АНТОНІВ, БЕРЕЗЯНЕ, ЯБЛУНІВКА та залізничні станції КРЕМНЯ, ЯБЛУНИЦЯ, БОГУНСЬКИЙ, ДУБОВЕЦЬКА, КУРНА, ГЛУХІВЦІ».

## 2 січня 1944 року, 925-й день війни
Найзапекліший опір противник чинив на центральній ділянці наступу 1-го Українського фронту М. Ф. Ватутіна у смузі 38-ї армії К. С. Москаленко. Сюди він перекинув значну частину прибулих резервів, поєднуючи оборону з численними контратаками піхоти і невеликих груп танків.
17-й гвардійський і 21-й стрілецькі корпуси 38-ї армії, що наступали в напрямку населених пунктів Погребище і Липовець, 2 січня зіткнулися з частинами німецької 17-ї танкової дивізії, а через кілька днів і з 6-ю танковою і 101-ю єгерською дивізіями, які прибули з нижньої течії Дніпра. Для посилення 38-ї армії їй повернули дві дивізії з смуги 18-ї армії, передали з резерву фронту 389-та стрілецьку дивізію, і 309-та стрілецьку дивізію зі складу 27-ї армії. 1-ша танкова армія перекидалася в район на південний захід і на південь від Погребище. 31-й танковий корпус В. Є. Григор 'єва, що становив резерв фронту, був зосереджений в 5-10 км на південний схід від Погребище. 38-ї армії, спільно з 1-ї танкової армії, ставилося завдання не допустити прориву резервів противника в північному напрямку, розгромити їх і вийти на рубіж Липовець, Іллінці.
Для прискорення розгрому противника на південний захід від Бердичева, на Вінницькому і Жмеринському напрямках, командуючий фронтом змінив ліві розмежувальні лінії 60-й, 1-ї гвардійської, 18-й і 38-ї армій. В результаті війська цих армій були перенацілені з південно-західного на південний напрямок, а смуга 40-ї армії зменшилася. Крім того, лівофлангова ділянка останньої передавався 27-ї армії, а дивізія яка там діяла перекидалася на правий фланг 40-ї армії для нанесення удару у фланг і тил висунутої з півдня 6-ї танкової дивізії.
Інформбюро
«Протягом 2 січня на північ і на північний захід від Невель наші війська вели наступальні бої, в ході яких зайняли більш 40 населених пунктів і серед них ВЕРХІТНО, ЛАХНО, БАРКАНИ, БУГАЇВКА, КУБОК, РОЖНОВО, ЖУКОВЕ. Війська 1-го Українського фронту, продовжуючи розвивати наступ, з боями оволоділи районними центрами Житомирської області Мархлеївськ, Троянів, а також зайняли понад 150 інших населених пунктів, у тому числі великі населені пункти РАДОВЕЛЬ, МОКЛЯКИ, КУЛІШИ, СЛОБІДКА, АНДРІЙОВИЧІ, НЕМЕЛЯНКА, УЖАЧИН, РОМАНОВЕЦЬКА СЛОБІДКА, РОМАНІВКА, БРОНИКИ, ЧЕРНИЦЯ, ДЗІГУНКА, КАМ'ЯНИЙ БРІД, ДЕРМАНКА, ГРУТІВКА, ЖОВТИЙ БРІД, ДЕНЕШІ, ЗАЛІЗНЯКИ, ГВАЗДАВА, РЕЯ, СЕМАНИ, ХАЖИН, ЖЕЖЕЛЕВО, ФЛОРИАНІВКА, ГУБИН, ОВСЯННИКИ, СТЕПАНКИ, ЧЕРЕМОШНЕ, МАЛИНКИ, БОРЩАГІВКА, МАРМУЛІЇВКА, РУБЧЕНКИ, РОГОЗНО, ГОРОДИЩЕ, ЧЕРЕПИН, ЛОБАЧІВ, ФАСТІВКА, ЩЕРБАКИ, ФЕСЮРИ і залізничні станції ДРОВЯНИЙ ПОСТ, РАДОВЕЛЬСЬКА, ПОЯСКИ, ВЕРОВКА, РИХАЛЬСЬКИЙ, ВЕРШНИЦЯ, КОРДИШІВКА.»

## 3 січня 1944 року, 926-й день війни
13-та армія Н. П. Пухова 1-го Українського фронту звільнила місто Новоград-Волинський.
Інформбюро
«Війська 1-го Українського фронту продовжували успішно розвивати наступ і в результаті штурму оволоділи містом і залізничним вузлом Новоград-Волинський, а також з боями зайняли понад 170 інших населених пунктів, в тому числі районні центри Житомирської області Олевськ, Ємільчино, Баранівка, Дзержинськ, районний центр Київської області Тетіїв, великі населені пункти КИШИНІВ, ПІДЛУБИ, СЕРЕДИ, КАТЕРИНІВКА, ГУЛЬСЬК, ПЕРЕДДЕНЬ, КИЯНКА, РОГАЧІВ, КЛИМЕНТАЛЬ, ЛЮДВИНІВКА, ВИСОКА ПІЧ, КРУТА, РУДНЯ ГОРОДИЩЕ, МИХАЙЛИН, СОПІН, СПІЧИНЦИ, ДОЛЖОК, НАКАЗНЕ, ТЕЛЕЖИНЦІ, КАШПЕРІВКА, СКИБИНЦІ, ПЯТИГОРИ. СУХИЙ ЯР, ТОРЧИЦЯ, ВОЙНАРІВКА, КРИВЕЦЬ, ЯНИШІВКА, ГОСТРА МОГИЛА, ПАРХОМІВКА, ЄЗЕРНО, КОРЖІВКА, СОРОКОТЯГИ, ВІЛЬШАНКА, СОКОЛІВКА, ЮЗЕФІВКА і залізничні станції ГАРТ, ЄМИЛЬЧІНО, РОСКОПАНЕ, КАШПЕРІВКА, ДРУЦЬКА.»

## 4 січня 1944 року, 927-й день війни
Командувач 1-м Українським фронтом М. Ф. Ватутін підпорядкував собі 40-ї армії 5-й гвардійський танковий корпус А. Г. Кравченко і направив його форсованим маршем з правого крила фронту в м. Сквира і далі в напрямку Звенигородки. Удар танкового корпусу сприяв різкому збільшенню темпів просування 40-ї армії і 27-ї армій, яка діяла лівіше. У ніч на 4 січня 1944 Біла Церква була звільнена.
Інформбюро
«Війська 1-го Українського фронту після запеклих чотириденних боїв, сьогодні, 4 січня, штурмом оволоділи містом і великої залізничної станцією Біла Церква. Протягом 4 січня війська фронту, продовжуючи наступ, оволоділи районним центром Вінницької області Плиска, районним центром Київської області Ставище, а також зайняли понад 40 інших населених пунктів і серед них СТРІЕВА, СМОЛДИРЕВ, ПОЛЯНКА, САДКИ, СИРЯК, ПИЛИП, СОСНІВКА, СЛОБОДИЩЕ, РОТМИСТРІВКА, ЧЕРНЯЇВКА, СКОМОРОШИЙ, СКАЛА, БУГАЇВКА, РОСИШКИ, ДУБРОВКА, АНТОНІВКА, ЯСИНІВКА, ПЛОСКЕ, РУЖКИ, СЕВЕРИНІВКА, ПОТЕЇВКА, ШКРЕБЕШИ, ОЛЄЙНІКОВА СЛОБОДА, ЧЕРВОНЕ.»

## 5 січня 1944 року, 928-й день війни
Важкі бої зав'язалися за Бердичів, який обороняли частини німецької 1-ї танкової дивізії, танкової дивізії СС «Адольф Гітлер» і кавалерійський полк «Південь». З'єднання 1-ї танкової і 18-ї армій, які тут діяли, в кінці грудня, спробували захопити місто Бердичів з ходу. Батальйони 44-ї гвардійської танкової бригади П. І. Орєхова та І. П. Караванова, які увірвалися до міста, були відрізані супротивником. Інші частини вели бої на підступах до міста. На п'яту добу радянським військам вдалося зробити пролом в обороні супротивника. Радянські танки і піхота почали обходити місто. 5 січня війська 18-й, 38-ї загальновійськових і 1-ї танкової армій звільнили Бердичів, з'єднавшись з підрозділами, що билися в оточенні. Після звільнення Бердичева правофланговий 74-й стрілецький корпус 38-ї армії був контратакований супротивником, ворожа авіація здійснила масовані бомбо-штурмові удари по його бойових порядках. Потім противник повторив удар і перейшов до організованої оборони, після чого просування дивізій 74-го стрілецького корпусу в південно-західному напрямку було припинено. На правому крилі 1-го Українського фронту наші війська вийшли на р. Случ і форсували її. На лівому крилі противник почав відводити свої частини з Кагарлінського виступу, і основне угруповання 27-ї армії, звільнивши РЖИЩІВ, об'єдналася з частин, що оборонялися на Букринському плацдармі.
Інформбюро
«Війська 1-го Українського фронту після багатоденних запеклих боїв 5 січня оволоділи містом і великим залізничним вузлом Бердичів, а також з боями зайняли понад 60 інших населених пунктів і серед них районний центр Київської області місто Тараща, великі населені пункти ВЕЛИКІ КОЗАРІ, ВРУБЛІВКА, ДРИГАЛО, НОВОСІЛКИ, ГОРОДИЩЕ, ТЮТЮННИКИ, МАЛІ КОРОВИЦІ, МАЛА ТАТАРИНІВКА, ОЧЕРЕТНА, ОЧИТКИ, ГОРОШКОВ, КРИВЧУНКА, ТИХИЙ ХУТІР, СКИБИН, ЧЕРНИН, НАСТАШКА, ШКАРІВКА та залізничні станції ДЕНГОФОВКА, КРИВЧУНКА.»

## 6 січня 1944 року, 929-й день війни
Інформбюро
«Війська 1-го Українського фронту продовжували наступ і оволоділи районними центрами Житомирської області містом Чуднів, Городниця, районним центром Рівненської області та залізничною станцією Рокитне, районними центрами Київської області Жашків, Узин, а також зайняли понад 80 інших населених пунктів і серед них великі населені пункти НОВИЙ МИРОПІЛЬ, СТАРИЙ МИРОПІЛЬ, ПЕЧАНІВКА, ГОРОДІЕВКА, РОМАНІВКА, ВЕЛИКІ КОРОВИНЦІ, ГОЛОДЬКИ, ЗОЗОВ, РОСОШЕ, МЕДІВКА, ВЕЛИКА РАСТОВКА, САЛОГУБОВКА, ЖУРАВЛИХА, ЮШКІВ РІГ, САЛІХ, СИНЯВА, ОСТРІВ, ЖІТНЕГОРИ, САВИНЦІ, РОЗАЛІЇВКА, МИРІВКА і залізничні станції МИРОПІЛЬ, ПЕЧАНІВКА, РАЗІНО, МИХАЙЛЕНКИ, ЛИПОВЕЦЬ, ТОМИЛІВКА, СУХОЛІСИ».

## 7 січня 1944 року, 930-й день війни
1-ша танкова армія М. Е. Катукова захопила великий населений пункт і вузол шосейних доріг Липовець. До вечора передові частини 1-ї танкової армії просунулися на 8-10 км на захід від Липовця. 1-ша танкова армія здійснила поворот на схід і наступала на Жмеринку з завданням: головними силами під кінець 8 січня вийти до Південного Бугу на фронті Селище — Могилівка — Ворошилівка — Тиврів і захопити переправи. Частини 11-го гвардійського танкового корпусу А. Л. Гетьмана вирвалися далеко вперед і перерізали залізницю на ділянці Вінниця-Жмеринка біля населеного пункту Яришевка. 40-ва гвардійська танкова бригада наступала на Жмеринку через Гнівань. 1-ша гвардійська танкова бригада, обходячи Жмеринку з південного сходу, наступала на Тиврів — Жуківці, вийшла до греблі у Сутиски і захопила її.
Під кінець дня 7 січня 38-ма армія очистила від противника населений пункт Комсомольське і вела бої на рубежі Мшанець, Кумановка, ст. Голендри, Нов. Гребля, Костянтинівка, Конюшевка, північна частина Вахнівка, Королівка, Феліксовка, Липовець, північна частина Іллінці, Дубровінци, Кашлани, Лукашівка. 38-ма армія разом з частинами 1-ї танкової армії продовжували просуватися в напрямку Вінниці і незабаром вже були за 15 км від цього міста.
До того часу перед 1-м Українським фронтом противник зосередив 30 дивізій, у тому числі 17 піхотних, 10 танкових (1, 6, 7, 8, 16, 17, 19, 25-та, СС «Адольф Гітлер», СС «Райх»), одну (20-ту) панцергренадерську та 2 артилерійські. Головне угруповання ворожих військ на ділянці Любар, Іллінці, де активною обороною противник прагнув виграти час для підготовки оборонного рубежу по річках Случ, Горинь та Південний Буг, тепер нараховувала 13 дивізій, з них 7 танкових і одну моторизовану.
Інформбюро
«Протягом 7 січня війська 1-го Українського фронту продовжували наступ і оволоділи районним центром Рівненської області Плесо, районним центром Житомирської області містом Янушполь, районними центрами Вінницької області, Комсомольське, Липовець, орати, районними центрами Київської області містом Ржищів, Рокитне, а також з боями зайняли понад 70 інших населених пунктів, серед яких великі населені пункти Привитів, Мани, Красновулька, Вільшанка, Бабушкі, Бейзимівка, Галіївка, Мала Волиця, Озадовка, Радянське, Терехова, Бродецьке, Нападовка, Скітка, Тягун, Бабін, Дубровиці, Оратовка, Юшківці, Мала Березянка, Лук'янівка, Кислівці, Степок, Болкун, Руси, Вільшаниця, Шпендівка, Стави, Гороховатка, Черняхів, Стритовка, Хальча, Ульяники і залізничні станції Чуднів-Волинський, Демчин, Оратів, Рокитне, Ольшаниця. Війська 1-го Українського фронту з'єдналися з нашими військами, які обіймають плацдарм на правому березі Дніпра, на південь від Києва.»

## 8 січня 1944 року, 931-й день війни
Рано-вранці 1-ша танкова бригада 11-го гвардійського танкового корпусу А. Л. Гетьмана підійшла до Жуківців. Німецький гарнізон спав. Раптово атакувавши, танкісти розгромили колону автомашин і тягачів з зачохленими гарматами на причепі. Потім наші танкісти стрімко увірвалися з півдня в Жмеринку та порушили зв'язок противника. У місті почалася паніка.
Інформбюро
«Протягом 8 січня війська 1-го Українського фронту, продовжуючи наступ, оволоділи районним центром Вінницької області Іллінці, а також з боями зайняли понад 60 інших населених пунктів, серед яких великі населені пункти ВІРИ, ЛЕНЧІ, ЧУДЕЛЬ, РУДНЯ БОРОВСЬКА, СИВКІ, БЕЛЬЧАКИ, НОВА ЧАРТОРІЯ, КОРОСТКИ, ЛИПНО, МИХАЙЛІВКА, КРАСНОСІЛКА, РАЙГОРОДОК, ОБУХІВКА, МАРКУШИ, НОВА ГРЕБЛЯ, КОШЛАНИ, ЛУКАШІВКА, ШУЛЯКИ, ПУГАЧІВКА, ЖИТНИКИ, ВІЛЬШАНКА, МАРЕЙКА, СОРОКАТЯГИ, ТЕТЕРІВКА, КРАСИЛІВКА, СТАНІСЛАВЧИК, ЧАПАЇВКА, ПЕРЕСЕЛЕНІ, КАГАРЛИКСЬКА СЛОБОДА, ВЕЛИКІ ПРИЦЬКІ і залізничні станції СТРАШІВ, БРОДЕЦЬКЕ, ГОЛЕНДРИ.»

## 9 січня 1944 року, 932-й день війни
Вранці німці, розібравшись в обстановці, кинули проти 1-ї танкової бригади піхоту, танки і артилерію. Не маючи зв'язку з командуванням 11-го гвардійського танкового корпусу, бригада з важкими боями стала відходити до Сутисьок і зайняла оборону на східному березі Південного Бугу. Потім А. Л. Гетьман наказав їй відійти до Ільїнців. 45-та гвардійська танкова бригада, яка наступала на Жмеринку через Гнівань, натрапила на підрозділи 101-ї єгерської дивізії супротивника і втягнулася в тривалі бої. Бригаді вдалося захопити залізничний міст через Південний Буг, але переправитися на лівий берег вона не змогла: ворог встиг підтягнути до мосту танки і артилерію.
Інформбюро
«Війська 1-го Українського фронту, продовжуючи наступ, оволоділи районним центром Кам'янець-Подільської області містом і великої залізничної станцією Полонне, районними центрами Київської області Буки, Кагарлик, а також зайняли понад 70 інших населених пунктів, серед яких великі населені пункти СУЄМЦІ, СЕРЕДНЯ, ДЕРТКА, ТИРАНІВКА, КОГЕЛЯНКА, СТАРА ЧОРТОРИЯ, ТРОЩА, ПОЛИЧИНЦІ, ЩАСЛИВА, ОЛЕКСАНДРІВКА, ОБОДНЕ, ВОЛОВОДІВКА, ЖОРНИЩЕ, БАЛАБАНІВКА, КОРИТНЕ, КНЯЖА-КРИНИЦЯ, ІВАХНИ, БУЗІВКА, ВОРОНЕ, ХИЖНА, КРАСНИЙ, ПАВЛІВКА, ВОТИЛІЇВКА, ТЕЛЕШІВКА, ВІНЦЕТОВКА, ПИВЦІ, ЛИПОВИЙ РІГ.»

## 10 січня 1944 року, 933-й день війни
Частини 11-го гвардійського танкового корпусу 1-ї танкової армії вели бої в районі Жмеринки, але звільнити місто їм не вдалося. Танкісти скували в боях три піхотні дивізії і вивели з ладу найбільший аеродром. Противник до того часу зосередив на південний схід від Вінниці три танкові і чотири піхотні дивізії, які зробили контрудар у напрямку Липовця проти 38-й і 1-ї танкової армій, що просунулися вперед. 5-й гвардійський танковий корпус 40-ї армії 1-го Українського фронту, який наступав у південному напрямку, вів бій за Звенигородку. Дещо пізніше дві танкові дивізії супротивника нанесли контрудар в районі на північний захід від Умані, куди вийшли частини 40-ї армії та 5-го гвардійського танкового корпусу. Війська 1-го Українського фронту змушені були припинити наступ і вжити заходів для відбиття ударів ворога. Почалися запеклі бої, які тривали майже два тижні. Противнику вдалося потіснити радянські війська на 25—30 кілометрів, але подальше його просування було зупинено.
Інформбюро
«Війська 1-го Українського фронту, продовжуючи наступ, оволоділи районними центрами Рівненської області Березне, Людвипіль, районним центром Житомирської області Любар, районними центрами Вінницької області Вороновиці, Немирів, районним центром Київської області Маньківка, а також з боями зайняли понад 60 інших населених пунктів, у тому числі великі населені пункти ГЛЕЗНА, ВЕЛИКІ ДЕРЕВИЧІ, СТРИЖІВКА, КОВАЛЕНКИ, МОТРКГКИ, ПОЛЬОВА СЛОБІДКА, ПОДОРОЖНЕ, КРОПИВНА, ФРІДРОВО, ЮРІЇВКА, ВОВЧИНЕЦЬ, ЧЕРНИЧКИ, КОМАРОВ, СТЕПАНІВКА, БАЙРАКОВКА, ХВОСТОВЦІ, ЯРИ, БАНДУРІВКА, КРАСНЕНЬКЕ, ПІДВИСОКЕ, ВЛАДИСЛАВЧИК, ПОПОВКА КОНЕЛА, СОКОЛІВКА, НЕСТЕРІВКА, ІВАНІВКА, ПОДОБНЕ, КРАЧКІВКА і залізничну станцію ЯРОВАТКА. Залізниця СМІЛА — ХРИСТИНІВКА перерізана нашими військами.»

## 11 січня 1944 року, 934-й день війни
Частини 38-ї армії 1-го Українського фронту вели бої на ближніх підступах до Вінниці. 8-й гвардійський механізований корпус І. Ф. Дремова форсував р. Південний Буг і на його західному березі оволодів населеними пунктами Ворошилівка, Маянів, Борсків, Шершні і Тиврів.
Противник завдав удар на Липовець, прагнучи обійти і відкинути від Вінниці 68-му гвардійську і 241-тю стрілецькі дивізії. Ворог прорвався на глибину 5-6 км і оволодів населеними пунктами Ободне і Воловодівка. Але в той же день, будучи контратакований частинами 241-ї стрілецької дивізії та частиною сил двох танкових бригад 1-ї танкової армії, відійшов на Степанівку. Наступного дня німці відновили атаку, але не досягли успіху.
За наказом М. Ф. Ватутіна, для підтримки ударному угрупованню 2-го Українського фронту, 27-ма армія С. Г. Трофименко, силами трьох стрілецьких дивізій, завдала удару на Звенигородку, а 5-й гвардійський танковий корпус під кінець 11 січня зав'язав бій за це місто.
Інформбюро
«Протягом 11 січня наші війська в напрямку міста Сарни форсували річку Случ і зайняли на північ від міста Сарни залізничну станцію Стрільськ і на південь від міста — залізничну станцію Немовичі. На південно-захід і південь від Новоград-Волинського наші війська вели наступальні бої, в ході яких оволоділи районним центром Житомирської області Яунь, а також зайняли понад 30 інших населених пунктів, серед яких великі населені пункти КУРМАНЬ, КОЛОДЕНКА, РАДУЛІН, МИРОСЛАВЛЬ, СВИНОБИЧІ, ЖАРИ, ПОНІНКА, ЖЕЛОБНО, МОКРЕ, ДУБРІВКА, БУРТИН і залізничні станції ОРЕЛ, КОЛОДЕНКА, РАДУЛІНЕ.
На захід і південний захід від Бердичева наші війська, долаючи опір і контратаки противника, оволоділи кількома населеними пунктами, у тому числі АВРАТИН, КИРІЇВКА, СТЕТКОВЦІ, МОЛОЧКИ, БУРКІВЦІ, КРАСНОПІЛЬ, ЖЕРЕБКИ, ПОГОРІЛЕ, ЛІСТОПАДОВКА.
На південь від БІЛОЇ ЦЕРКВИ наші війська з боями просувалися вперед і зайняли декілька населених пунктів.»

## 12 січня 1944 року, 935-й день війни
Ставка Верховного Головнокомандування 12 січня поставила перед 1-м і 2-м Українськими фронтами наступне завдання: у найближчі дні оточити і знищити угруповання ворога в Звенигородківсько-Миронівському виступі, замкнувши лівофлангові частини 1-го Українського і правофлангові частини 2-го Українського фронтів.
Інформбюро
«На Мозирському напрямку наші війська 11 січня перейшли в наступ і за два дні запеклих боїв прорвали сильно укріплену оборонну смугу противника протяжністю фронту понад 30 кілометрів і в глибину до 15 кілометрів. Нашими військами звільнено понад 30 населених пунктів і серед них КОЗЛОВИЧІ, ДАВИДОВИЧІ, ХОЛОДНИКИ, ДОМАНОВИЧІ, ЛАНПЕКИ, УБОТОЛЬ, ЗЕЛЕНОЧІ, КОЩИЧІ, БОБРОВИЧІ, ГОРОЧИЧІ, ПРУДОК, ШАРЕЙКИ і залізнична станція ГОРОЧИЧІ.
Війська 1-го Українського фронту, форсувавши річку Случ, вчора, 11 січня, штурмом оволоділи містом Сарни — великим залізничним вузлом і важливим опорним пунктом оборони німців на Поліському напрямку, а також з боями зайняли декілька інших населених пунктів і серед них районний центр Рівненської області місто і велику залізничну станцію Домбровиця. На захід і південний захід від м. Новоград-Волинський наші війська продовжували наступ і зайняли більш 50 населених пунктів, в тому числі МУЖИЛОВИЧІ, ПИЩЕВ, ДУПЛИНКИ, ТОЖИР, ТОКАРЄВ, ЗАКРЕНИЧНЕ, ВЕРЕСНА, КОНОТОП, АНУСІНО.»

## 13 січня 1944 року, 936-й день війни
Інформбюро
«На захід і південний захід від м. Новоград-Волинський наші війська, продовжуючи наступ, оволоділи районним центром Рівненської області містом Корець, районним центром Кам'янець-Подільської області Берездів, а також з боями зайняли понад 60 інших населених пунктів, у тому числі великі населені пункти МЕДВЕДІВКА, ВЕЛИКА СОЛПА, ЖЕЛЕЗНИЦЕ, ДАНИЧУВ, ГОЛОВНИЦЯ, БРИКІВ, ПІДДУБЦІ, КИЛИКІЇВ, МУХАРІВ, КУТКИ, КРАСНОСТАВ, МАНЯТИН, ЯБЛУНІВКА, СЕНИГІВ, ГОРОДНЕВКА, КУПИНО і залізничну станцію МАЙДАНВІЛА.
На захід і південний захід від Бердичева наші війська вели наступальні бої, в ході яких зайняли кілька населених пунктів.»

## 14 січня 1944 року, 937-й день війни
Німецькі війська знову почали наступ більшими силами. На Шепетівському напрямку 60-та армія відбивала атаки двох піхотних дивізій і до 40 танків. 1-шу гвардійську армію німецькі війська атакували 70 танками з піхотою з району на південний захід від Янушполь. Проти 38-й і 1-ї танкової армій на фронті Липовець, Жорнище наступали чотири піхотні дивізії і 280 танків. 40-ва армія на північ від Умані в районі Дзенгеловка, ст. Поташ відбивала удар двох піхотних дивізій і 75 танків. Дві піхотні дивізії з 50 танками атакували 27-му армію. Всього 14 січня в атаках німецьких військ брало участь до десяти піхотних дивізій і понад 500 танків. У цих умовах П. Ф. Ватутін дав військам директиву припинити з 15 січня наступ і вжити заходів до відбиття німецьких контрударів.
Завершилася Житомирсько-Бердичівська операція, що проходила з 24 грудня 1943 по 14 січня 1944 року. Війська 1-го Українського фронту відсунули на 80—200 км лінію фронту в смузі шириною 700 км, майже повністю зайняли Київську та Житомирську області, а також ряд районів Вінницької, Черкаської та Рівненської областей, розбили вісім танкових дивізій зі складу 1-й і 4-й німецьких танкових армій. Радянським військам не вдалося поєднати ліве крило з 52-ю армією 2-го Українського фронту, але вони ще більше з півночі нависли над групою армій «Південь», а 27-ма і 40-ва армії глибоко охопили німецьке угруповання, яке продовжувало утримувати правий берег Дніпра біля Канева. Ця обставина створила передумови для проведення в подальшому Корсунь-Шевченківської операції.
Інформбюро
«На захід і південний захід від м. Новоград-Волинський наші війська вели наступальні бої, в ході яких зайняли кілька населених пунктів.»

## Результат
У результаті Житомиро-Бердичівської операції 1-го Українського фронту (генерал армії М. Ф. Ватутін) і Кіровоградської операції 2-го Українського фронту (генерал армії І. С. Конєв) утворився глибокий виступ, який оборонявся великим угрупованням противника, включаючи 9 піхотних, 1 танкову дивізію і моторизовану бригаду з численними засобами підсилення із складу 1-й танкової і 8-ї армії групи армій «Південь» (генерал-фельдмаршал Е. Манштейн).